# Réthei Prikkel Marián Lajos
Réthei Prikkel Marian Lajos (Csém, 1871. augusztus 19. – Balatonfüred, 1925. november 19.) filológus, etnográfus, néptánckutató, bencés szerzetes, pap, tanár.

## Életrajza
Réthei Prikkel Marian Lajos 1871. augusztus 19-én született a Komárom megyei Csémen. 1890-ben lépett a rendbe, 1896-ban szentelték pappá. Utána a rend gimnáziumaiban: Sopronban, Pápán, Kőszegen és Esztergomban tanított. Közíróként több vidéki lap belső munkatársa volt, 1916-tól az Esztergom és Vidéke című lapot szerkesztette.

## Munkássága
Érdeklődési körének középpontjában már a századforduló táján a magyar néptánckutatás állt. Minden alkalmat és lehetőséget megragadott a magyar néptáncok gyűjtésére és számos kutatóutat szervezett, melybe tanítványait is bevonta.
Munkája Bartók Béla és Kodály Zoltán népzenei kutatásaival párhuzamosan, de attól függetlenül folyt. Széles körű és alapvető fontosságú gyűjtőmunkáján alapszik mai néptánckutatásunk is.
Tánckutatásai mellett szakavatott kutatója volt a régi magyar nyelvnek is; különböző folyóiratokban számos nyelvészeti és etnográfiai vonatkozású cikke, értekezése jelent meg.
1916-tól szerkesztette az Esztergom és Vidéke című lapot is.

## Főbb művei
- A Pray-kódex (Budapest, 1903)
- A nyelvészet; Főiskolai Ny., Pápa, 1904
- A magyar táncnyelv. Nyelvészeti és néprajzi tanulmány; Magyar Nyelvtudományi Társaság, Bp., 1906 (A Magyar Nyelvtudományi Társaság kiadványai)
- Sándor István nyelvtudománya (Budapest, 1909)
- Csuzy Zsigmond szavai. Szótörténeti tanulmány; Athenaeum, Bp., 1909 (Nyelvészeti füzetek)
- A magyarság táncai; Studium, Bp., 1924 (A Magyar Néprajzi Társaság könyvtára)